# Historis orion
Historis orion är en fjärilsart som beskrevs av Fabricius 1775. Historis orion ingår i släktet Historis och familjen praktfjärilar. Inga underarter finns listade i Catalogue of Life.